# Ahmed Omar
Ahmed Omar (arabisch أحمد عمر, DMG Aḥmad ʿUmar; * 2. September 1933 in Casablanca) ist ein ehemaliger marokkanischer Radrennfahrer.

## Sportliche Laufbahn
Omar war Teilnehmer der Olympischen Sommerspiele 1960 in Rom und schied beim Sieg von Wiktor Kapitonow im olympischen Straßenrennen aus. Im Mannschaftszeitfahren wurde sein Team in der Besetzung Mohamed El Gourch, Mohamed Ghandora, Abdallah Lahoucine und Ahmed Omar 19. des Wettbewerbs.